# Vallée de Hushe
La vallée de Hushe (en ourdou : وادی ہوشے) est une vallée située dans le district de Ghanche, dans la région autonome du Gilgit-Baltistan, au Pakistan. La vallée de Hushe est célèbre pour les sommets de plus de 6 000 m qui l'entourent, parmi lesquels le pic Laila, le K6 et le K7. Le pic Murtaza (5 100 m) est situé derrière le camp de base du K6. Elle donne naissance à de nombreuses vallées secondaires : Gondogor, Charkusa, Nagma, Nanbroq et Mashabrum.
La vallée de Hushe s'étend depuis le Masherbrum (7 821 mètres, 24e montagne la plus élevée au monde) en direction du sud, jusqu'à la rivière Shyok, à l'opposé de Khaplu.